# Équation de Weierstrass
 (mai 2023).
Si vous disposez d'ouvrages ou d'articles de référence ou si vous connaissez des sites web de qualité traitant du thème abordé ici, merci de compléter l'article en donnant les références utiles à sa vérifiabilité et en les liant à la section « Notes et références ».
En mathématiques, une équation de Weierstrass, aussi appelée forme de Weierstrass, est une forme simplifiée de l'équation d'une courbe elliptique. La simplification de la forme générale
{\displaystyle y^{2}+a_{1}xy+a_{3}y=x^{3}+a_{2}x^{2}+a_{4}x+a_{6}}
à la forme de Weierstrass peut se faire par changement de variable, mais dépend de la caractéristique du corps commutatif K sur lequel la courbe elliptique est définie (c'est-à-dire le corps auquel appartiennent les coefficients ak).
Il y a trois types d'équations de Weierstrass.
- Si la caractéristique de K est différente de 2 et 3 (ce qui inclut les cas où elle est nulle, par exemple quand K est le corps des réels, des complexes ou des rationnels) alors l'équation de Weierstrass pour une courbe elliptique est de la forme

{\displaystyle y^{2}=x^{3}+ax+b}
où a, b sont des éléments de K.
- Si la caractéristique de K est 3 (par exemple si K est le corps fini à 3r éléments) alors l'une des deux simplifications suivantes est applicable :

{\displaystyle y^{2}=x^{3}+ax^{2}+b} (cas ordinaire)
{\displaystyle y^{2}=x^{3}+ax+b} (cas supersingulier)
où a, b sont des éléments de K.
- Si la caractéristique de K est 2 (par exemple si K est le corps fini à 2r éléments) alors l'une des deux simplifications suivantes est applicable :

{\displaystyle y^{2}+xy=x^{3}+ax^{2}+b} (cas ordinaire)
{\displaystyle y^{2}+cy=x^{3}+ax+b} (cas supersingulier)
où a, b (respectivement, a, b, c) sont des éléments de K.